# Thandwe Airport
Thandwe Airport är en flygplats i Myanmar.   Den ligger i regionen Rakhinestaten, i den sydvästra delen av landet, 240 km sydväst om huvudstaden Naypyidaw. Thandwe Airport ligger 6 meter över havet.
Terrängen runt Thandwe Airport är platt. Havet är nära Thandwe Airport åt sydväst. Runt Thandwe Airport är det ganska glesbefolkat, med 38 invånare per kvadratkilometer. I omgivningarna runt Thandwe Airport växer huvudsakligen savannskog.